# Edward Middleton Barry
Edward Middleton Barry (Londra, 7 giugno 1830 – Londra, 27 gennaio 1880) è stato un architetto inglese.

## Biografia

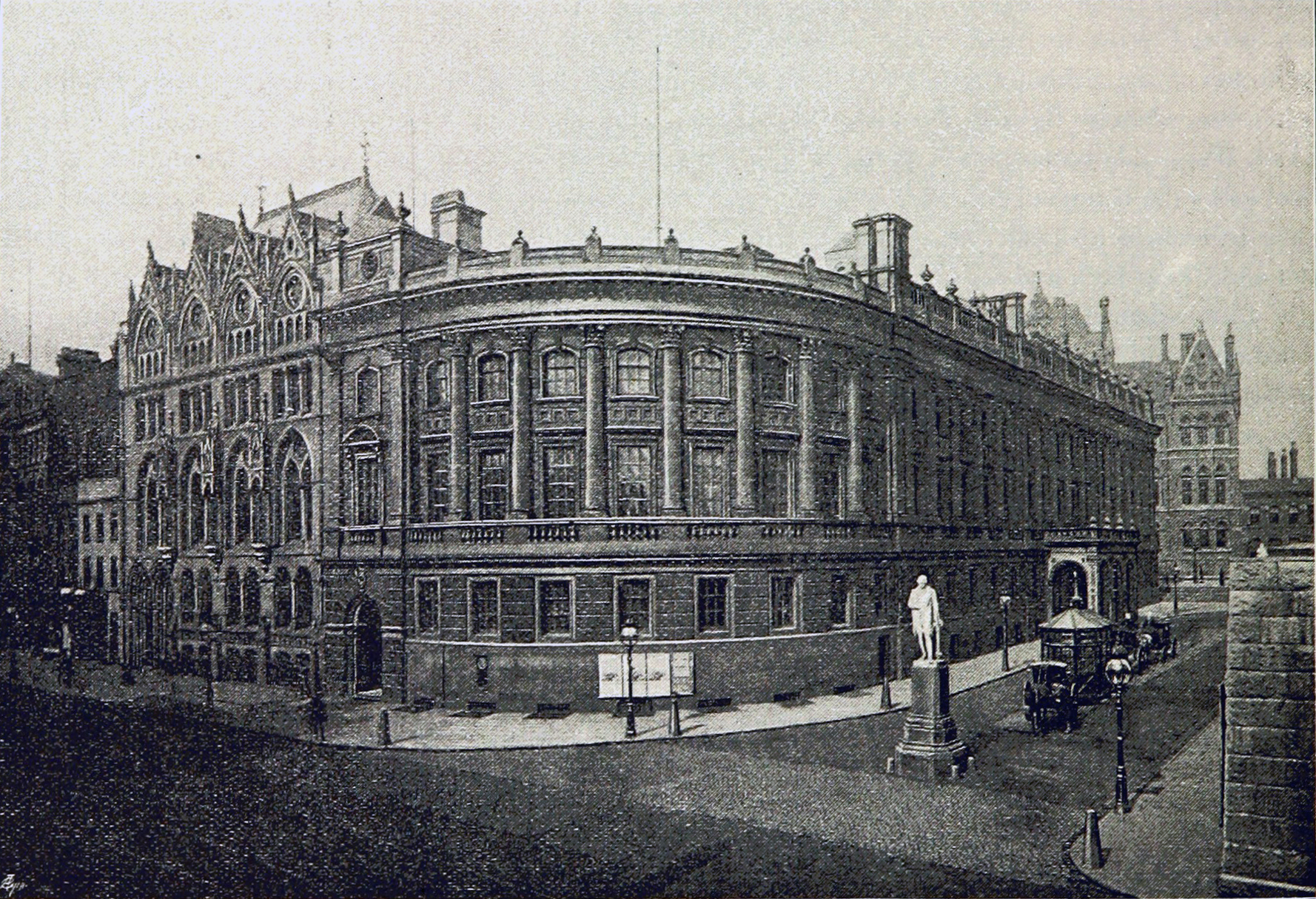
Birmingham and Midland Institute

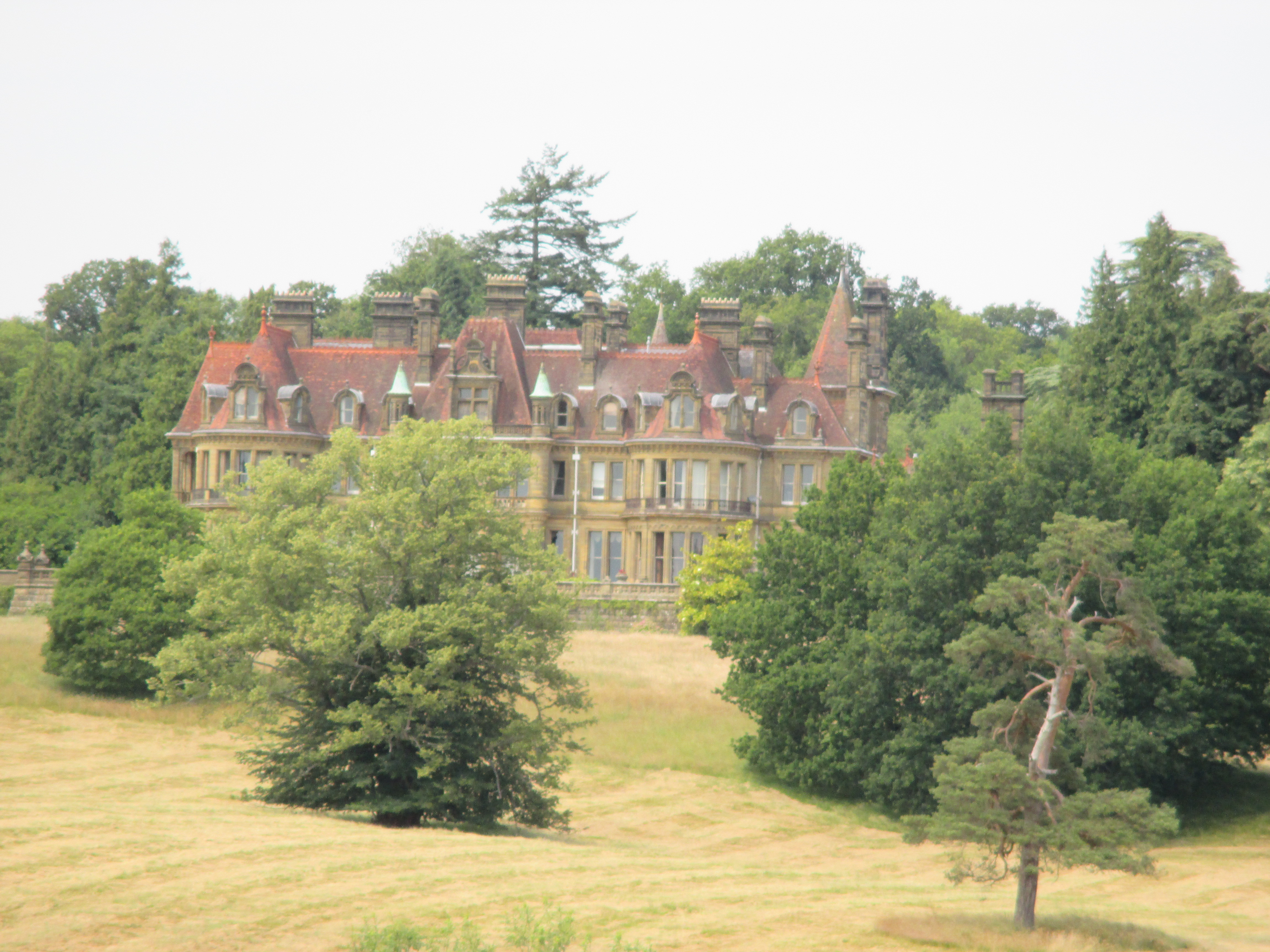
Wykehurst Park, Bolney

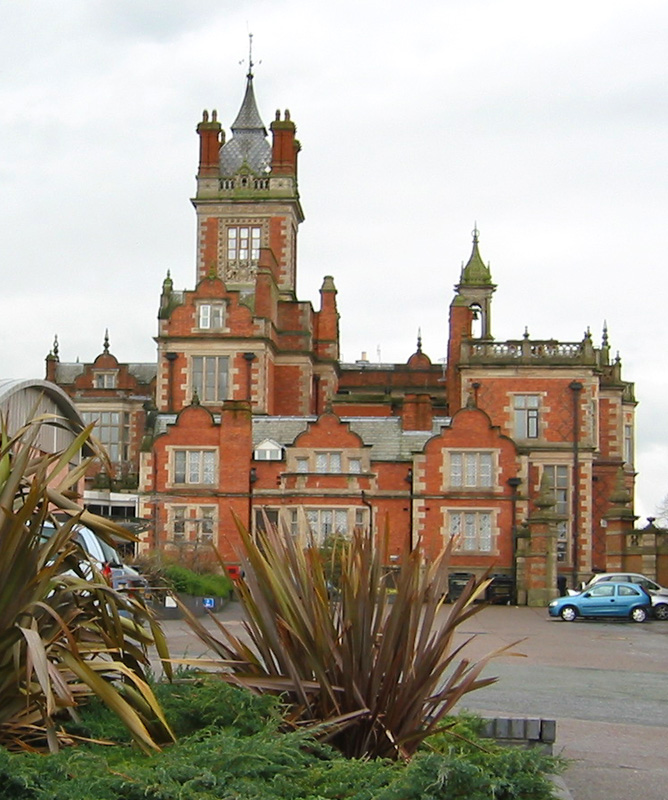
Crewe Hall, Crewe, Cheshire

Edward Middleton Barry, terzo figlio di sir Charles Barry nacque a Londra, il 7 giugno 1830.
In giovane età fu mandato a scuola a Blackheath, e da lì a un'eccellente scuola privata a Walthamstow, dove rimase fino a diventare per un certo periodo studente del King's College di Londra.
Entrò dapprima nell'ufficio di Thomas Henry Wyatt e dopo questo apprendistato nell'ufficio di suo padre, con cui collaborò fino alla morte improvvisa di quest'ultimo nel 1860.
Nel 1848 diventò uno studente della Royal Academy, e contemporaneamente alla collaborazione con suo padre si dedicò alle sue opere autonome: la prima fu la progettazione e la costruzione della chiesa di Saint Saviour, Haverstock Hill, nel 1855-1856, cui seguirono i suoi progetti per la scuola di Saint Giles, Endell Street, realizzata nel 1859-1860, e per l'originalità evidenziata in queste opere entrò come membro associato, nel 1861, alla Royal Academy.
Si mise in evidenza ricostruendo, nel 1857, in pochi mesi il teatro di Covent Garden, la Royal Opera House, distrutto da un incendio, oltre alla Floral Hall; quando nel 1860 morì suo padre Edward assunse il compito di completare le opere di suo padre. La più importante di queste fu il nuovo palazzo di Westminster, che gli fu affidato a lungo dal governo, oltre che i fabbricati della ferrovia alle stazioni di Charing Cross e di Cannon Street, la Burley Grammar School e la Biblioteca pubblica di Birmingham. Tra i suoi progetti si può menzionare l'ampliamento della National Gallery.
Il 29 marzo 1862 sposò Lucy, figlia di Thomas Kettlewell.
Nel 1869 fu eletto accademico, e nel 1873, dopo il ritiro di sir George Gilbert Scott dalla cattedra di architettura della Royal Academy, fu eletto nell'ufficio vacante per i successivi cinque anni. Uno dei suoi allievi lo descrisse così, dopo la sua morte:
«Il professore, di cui deploriamo la perdita, voleva essere un uomo ai suoi tempi, né greco né gotico, e nelle sue lezioni lui cercò di mettere i veri principi della bellezza al di sopra della semplice questione della forma».
Durante la sua carriera ebbe anche qualche delusione, perché alcuni suoi progetti non vennero accettati.
La mattina del giorno della sua morte, martedì 27 gennaio 1880 ebbe un attacco di apoplessia e cardiaco. Semplicità, serietà, amore per la giustizia e grande gentilezza erano le qualità principali che lo distinguevano nella vita privata. Era un gran lavoratore e ha lasciato molti progetti non eseguiti.
Per quanto riguarda il suo stile affermò che la tendenza al "puro gotico" in architettura non era che una moda passeggera, inadatta alle reali esigenze, ma non fu nemmeno completamente un classicista.
Negli edifici, infatti, la sua inclinazione era verso una miscela di classico e gotico, come accadde in uno dei suoi progetti di maggior successo, quello per i nuovi edifici al Temple Gardens sul Tamigi.
Furono soprattutto gli elementi stilistici del Rinascimento italiano ornato che ispirarono la migliore espressione delle sue idee artistiche e come suo padre, si dimostrò un uomo pratico nell'architettura e un maestro nella pianificazione, anche se si allontanò dallo stile contenuto classico e gotico paterno.
Scrisse delle Lectures on architecture, pubblicate a Londra nel 1881.

## Opere
- Birmingham e Midland Institute (1855);
- Saint Saviour's Church Hampstead, Londra (1856);
- Leeds Grammar School (1857);
- Henham Hall, Suffolk (1858);
- Duxbury Hall, Lancashire (1859);
- Saint Giles's Schools, Endell Street (1860);
- Burnley Grammar School (1860);
- Gawthorpe Hall, Lancashire (1861);
- Birmingham Free Public Library (1861);
- Pyrgo Park, Romford (1862);
- Halifax Town Hall, West Yorkshire (1863);
- Barbon Park Lodge, Westmorland (1863);
- Royal Opera House, Valletta, Malta (1864);
- Star and Garter Hotel, Richmond Hill, Londra (1865);
- Schools, Canford, Dorset (1865);
- Cannon Street Hotel (1866);
- Crewe Hall, Crewe, Cheshire (1866–1870);
- Bakeham House, Egham (1868);
- Esher Lodge, (1870);
- Crowcombe Court, Somerset (1870);
- Palazzo di Westminster (1870);
- Thorpe Abbotts, Norfolk (1871);
- Sudbury Hall, Derbyshire (1872);
- Wykehurst Place, Bolney, West Sussex (1872);
- The Exchange, Bristol (1872);
- Cobham Park, Cobham Surrey (1873);
- Shabden, Surrey (1873);
- Downing College, Cambridge (1873);
- Londra and Westminster Bank, Temple Bar (1873);
- Saint Anne's Church, Clifton, Eccles, Salford (1874);
- Peterborough Cathedral, pulpito (1874);
- Fitzwilliam Museum, Cambridge (1875);
- Royal Infirmary, Waterloo Road (1875);
- National Gallery, Londra (1876);
- Peakirk Church, Hermitage (1879);
- Stancliffe Hall, Derbyshire (1879);
- House for Art Union, Strand (1879).